# Wilson Simonal
Wilson Simonal de Castro (ur. 26 lutego 1938 Rio de Janeiro, zm. 25 czerwca 2000 w São Paulo) – brazylijski piosenkarz, autor tekstów i kompozytor. Zaczął śpiewać na dancingach, zanim odniósł sukces w telewizji, prowadząc program w TV Tupi – Spotlight oraz w RecordTV – Show em Si... Monal i Vamos S’imbora w latach 1966–1967. Podpisał największy kontrakt reklamowy z anglo–holenderską firmą Shell.
Zmarł z powodu przewlekłej dysfunkcji wątroby w wieku 61 lat.

## Dyskografia

### Albumy studyjne
- 1963 - Wilson Simonal Tem "algo mais"
- 1964 - A nova dimensão do samba
- 1965 - Wilson Simonal
- 1965 - S'imbora
- 1966 - Vou deixar cair...
- 1967 - Wilson Simonal ao vivo
- 1967 - Show em Simonal
- 1967 - Alegria, alegria !!!
- 1968 - Alegria, alegria - volume 2,ou Quem não tem swing morre com a boca cheia de formiga
- 1969 - Alegria, alegria - volume 3, ou Cada um tem o disco que merece
- 1969 - Alegria, alegria - volume 4, ou Homenagem à graça, à beleza, ao charme e ao veneno da mulher brasileira
- 1970 - Simona
- 1970 - México 70
- 1971 - Jóia, Jóia
- 1972 - Se dependesse de mim
- 1973 - Olhaí, balândro..é bufo no birrolho grinza!
- 1974 - Dimensão 75
- 1975 - Ninguém proíbe o amor
- 1977 - A vida é só cantar
- 1979 - Se todo mundo cantasse seria bem mais fácil viver
- 1981 - Wilson Simonal
- 1985 - Alegria tropical
- 1991 - Os sambas da minha terra
- 1995 - Brasil
- 1998 - Bem Brasil - Estilo Simonal

### CD
- 1961 - Teresinha / Biquinis e borboletas (Carlos Imperial / Fernando César)
- 1962 - Eu te amo/ Beija,meu bem
- 1962 - Compacto Isto é Drink: Tem que balançar/ Olhou pra mim
- 1963 - Walk right in/ fale de samba que eu vou
- 1963 - Está nascendo um samba/ Garota legal
- 1965 - De manhã/ ...das rosas/ Cuidado cantor - Passarinho-Nega - Não ponha a mão
- 1966 - Se você gostou
- 1966 - Mamãe passou açúcar em mim/ Tá por fora
- 1966 - Mamãe passou açúcar em mim/ A praça (wydany w Hiszpanii)
- 1966 - A banda/ Disparada/ Quem sambafica/ Máscara negra
- 1967 - Tributo a Martin Luther King/ Deixa quem quiser falar
- 1967 - A praça/ Ela é demais
- 1967 - Balada do Vietnã/ O milagre
- 1968 - O samba do crioulo doido/ Alegria, alegria/ Pata, pata/ A rosa da roda
- 1968 - Correnteza/ A saudade mata a gente/ Terezinha de Jesus
- 1968 - A namorada de um amigo meu
- 1969 - Se você pensa
- 1970 - Na Tonga da mironga do Kabuletê/ No clarão da lua cheia
- 1970 - Compacto em italiano: País tropical/ Ecco il tipo (che io cercavo)
- 1970 - Kiki/ Menininhas do Leblon/ Aqui é o país do futebol/ Eu sonhei que tu estavas tão linda
- 1970 - Brasil, eu fico/ Canção nº 21/Resposta/ Que cada um cumpra com o seu dever
- 1970 - Compacto Promo Shell: Hino do V Festival Internacional da Canção/ Brasil, eu fico/ Que cada um cumpra com o seu dever
- 1971 - Obrigado, Pelé
- 1971 - Na Galha do Cajueiro/Ouriço/ África África

### Wydawnictwa pośmiertne i kolekcje
- 1994 - A Bossa e o Balanço
- 1997 - Meus momentos: Wilson Simonal
- 2002 - De A a Z : Wilson Simonal
- 2003 - Alegria, alegria
- 2003 - Se todo mundo cantasse seria bem mais fácil viver (relançamento)
- 2004 - Rewind - Simonal Remix
- 2004 - Wilson Simonal na Odeon (1961-1971)
- 2004 - Série Retratos: Wilson Simonal
- 2009 - Wilson Simonal - Um Sorriso Pra Você

### Ścieżka dźwiękowa
- 2009 - Simonal - Ninguém Sabe o Duro Que Dei

## Filmografia

### Obsada aktorska
- 1958: Minha Sogra É da Polícia
- 1966: Na Onda do Iê-Iê-Iê

### Ścieżka dźwiękowa
- 2002: Miasto Boga (Cidade de Deus) – „Nem vem que não tem”
- 2004: A Dona da História – „Só Tinha De Ser Com Você”
- 2008: Banda sonora (serial) – „Lobo Bobo”
- 2014: Copa de Elite – „Nem vem que não tem”
- 2016: Silniejszy niż świat - historia José Aldo (Mais Forte que o Mundo: A História de José Aldo) – „Nem vem que não tem”